# Cantó de Senonches
El cantó de Senonches és un cantó francès del departament d'Eure i Loir, situat al districte de Dreux. Té 8 municipis i el cap és Senonches.

## Municipis
- Digny
- La Framboisière
- Jaudrais
- Louvilliers-lès-Perche
- Le Mesnil-Thomas
- La Puisaye
- La Saucelle
- Senonches

## Història
| Data d'elecció                           | Identitat        | Partit           | Qualitat |
| ---------------------------------------- | ---------------- | ---------------- | -------- |
| 1945-1963                                | Raymond Fournier | radical          |          |
| 1963-2001                                | Jean Grandon     | Divers droite    |          |
| 2001-                                    | Xavier Nicolas   | RPR, després UMP |          |
| les dades anteriors no són pas conegudes |                  |                  |          |
|                                          |                  |                  |          |

## Demografia
| A partir de 1990: Població sense dobles comptes |